# Фенакистископ
Фенакистископът е ранно анимационно устройство, предшественик на зоотропа. Представлява въртящ се диск, прикрепен вертикално за манивела. Около центъра на диска са разположени поредица изображения, съответстващи на анимационните кадри, които, наблюдавани през отвор, създават илюзия за движение при въртене на диска. Фенакистископът е изобретен през 1832 година едновременно от белгиеца Жозеф Плато и австриеца Зимон фон Щампфер.

## Етимология
Когато е въведен във френския вестник Le Figaro през юни 1833 г., терминът „phénakisticope“ е обяснен с корена от гръцката дума „φενακίζειν“ (фенакѝзеин), която означава „мамя, измамвам“ и „ὄψ“ (опс), което означава „око“ или „лице“, така че вероятно е транслитерация на „оптична измама“ или „оптична илюзия“.
Изобретателят Жозеф Плато не дава име за устройството, когато за първи път пише за него през януари 1833 г., но по-късно същата година използва „phénakisticope“ в друга статия, за да се позове на публикуваните версии, в които не е участвал.